# Гамбургер
Га́мбургер (англ. hamburger, сокр. бу́ргер) — закрытый бутерброд (сендвич), состоящий из разрезанной пополам круглой булочки, между половинками которой укладывается начинка из разогретой плоской котлеты, соуса и овощей.
Гамбургеры часто подают с сыром, салатом, помидорами, луком, маринованными огурцами, беконом или чили; соусами, такими как кетчуп, горчица, майонез, релиш; и часто их кладут на булочки с кунжутом. Гамбургер с сыром называется чизбургер.
Термин «бургер» также может применяться к мясной котлете как таковой, особенно в Великобритании, где термин «котлета» используется редко, или этот термин может даже относиться просто к говяжьему фаршу. Поскольку термин «гамбургер» обычно подразумевает говядину, для ясности блюдо может иметь в названии указание типа используемого мяса или его заменителя: бургер из говядины, бургер из индейки, бургер из бизона, бургер из портобелло или вегетарианский бургер. В Австралии и Новой Зеландии кусок куриной грудки на булочке известен как «куриный бургер», который, как правило, не считается бургером в США, где его обычно называют куриным сэндвичем, но в австралийском английском и новозеландском английском для сэндвича требуется нарезанный хлеб (не булочка), поэтому он не считается сэндвичем.
Гамбургеры обычно продаются в ресторанах быстрого питания, закусочных, а также в специализированных и элитных ресторанах. Существует множество международных и региональных вариаций гамбургеров.

## Этимология
Термин «гамбургер» первоначально произошёл от Гамбурга, второго по величине города Германии; однако определённой связи между блюдом и городом нет.
В результате обратного словообразования термин «гамбургер» в конце концов стал самостоятельным словом, которое ассоциируется со многими различными видами сэндвичей, похожих на гамбургер (с мясным фаршем), но приготовленных из разных видов мяса, таких как буйвол в бургере «Буффало», оленина, кенгуру, курица, индейка, лось, ягнёнок или рыба, например, лосось, и даже с сэндвичами без мяса, как в случае вегетарианского бургера.

## История
Поскольку варианты этого блюда подаются уже более ста лет, его происхождение остаётся неоднозначным. В популярной книге Ханны Гласс «Искусство кулинарии, изложенное просто и легко» в 1758 году был приведён рецепт «гамбургской колбасы», в котором предлагалось подавать её «жареной с поджаренным хлебом под ней». Похожая закуска была также популярна в Гамбурге под названием нем. Rundstück warm в 1869 году или ранее, и предположительно её ели многие эмигранты по пути в Америку, но, возможно, она содержала жареный бифштекс, а не котлету. Сообщается, что гамбургский стейк подавался между двумя кусками хлеба на пароходе Hamburg America Line, который начал свою деятельность в 1847 году. Каждый из этих случаев может означать изобретение гамбургера и объяснять его название.
Упоминание о «гамбургерском стейке» встречается ещё в 1884 году в газете Boston Journal. 5 июля 1896 года газета Chicago Daily Tribune сделала весьма специфическое заявление о «гамбургерском сэндвиче» в статье о «сэндвичмобиле»: «Выдающимся фаворитом, всего за пять центов, является сэндвич с гамбургским стейком, мясо для которого готовится в виде небольших котлет „пока вы ждёте“ на бензиновой плите».
Происхождение гамбургера неясно, хотя «сэндвичи с гамбургерским стейком» рекламировались в американских газетах от Нью-Йорка до Гавайев по крайней мере с 1890-х годов. Изобретение гамбургеров обычно приписывают разным людям, включая Чарли Нэгрина, Фрэнка и Чарльза Менчесов, Оскара Вебера Билби, Флетчера Дэвиса или Луиса Лассена. Компания White Castle ведёт происхождение гамбургера из Гамбурга, Германия, где его изобрёл Отто Куазе. Некоторые указывают на рецепт «гамбургских сосисок» на поджаренном хлебе, который был опубликован в «Искусство кулинарии просто и легко» Ханны Гласс в 1747 году. Однако гамбургеры получили национальное признание на Всемирной выставке 1904 года в Сент-Луисе, когда газета New York Tribune назвала гамбургер «новшеством торговца едой на ярмарке». Ни один убедительный аргумент так и не положил конец спору об изобретении. Статья из ABC News подводит итог: «Одна проблема заключается в том, что письменной истории почти нет. Другая проблема заключается в том, что распространение гамбургера произошло в основном на Всемирной выставке, от крошечных торговцев, которые появлялись и исчезали в одно мгновение. И вполне возможно, что идея пришла в голову нескольким людям одновременно в разных частях страны».

## Современное состояние

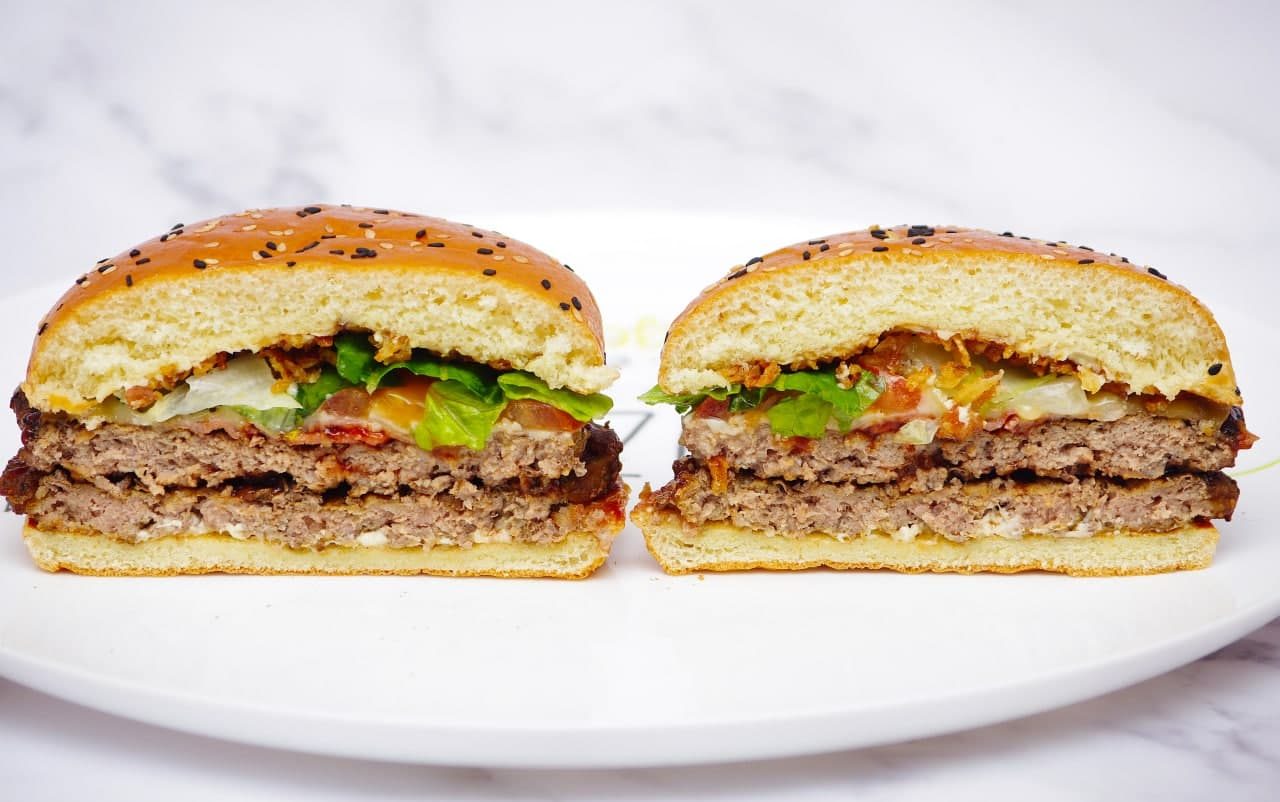
Гамбургер в разрезе

Гамбургеры обычно являются характерной чертой ресторанов быстрого питания. Котлеты для гамбургеров, подаваемые в крупных заведениях быстрого питания, обычно массово производятся на фабриках и замораживаются для доставки на место. Такие гамбургеры тонкие и имеют равномерную толщину, отличаясь от традиционного американского гамбургера, который готовят в домах и обычных ресторанах, который толще и готовится вручную из говяжьего фарша. Большинство американских гамбургеров круглые, но некоторые сети ресторанов быстрого питания, например, Wendy’s, продают гамбургеры квадратной формы. Гамбургеры в ресторанах быстрого питания обычно жарят на плоской горячей поверхности, но некоторые фирмы, такие как Burger King, используют гриль на газовом пламени. В обычных американских ресторанах гамбургеры могут быть заказаны в прожарке «rare», но обычно их подают средне прожаренными или хорошо прожаренными из соображений безопасности продуктов. Рестораны быстрого питания обычно не предлагают такой опции.
Сеть ресторанов быстрого питания McDonald’s продает Биг Мак, один из самых продаваемых в мире гамбургеров, которых в США ежегодно продаётся около 550 миллионов штук. Некоторые рестораны предлагают изысканные гамбургеры с использованием дорогих сортов мяса и различных сыров, начинок и соусов. Одним из примеров является сеть ресторанов Bobby’s Burger Palace, основанная известным шеф-поваром и звездой Food Network Бобби Флеем.
Гамбургеры часто подают в качестве быстрого ужина, еды для пикника или вечеринки и часто готовят на открытом воздухе на грилях для барбекю.

## В мире

### Франция
В 2012 году, согласно исследованию кабинета министров НДП, французы потребляют 14 гамбургеров в год на человека, что ставит их на четвёртое место в мире и второе в Европе, сразу после британцев.
Согласно исследованию Gira Conseil о потреблении гамбургеров во Франции в 2013 году, 75 % традиционных французских ресторанов предлагают хотя бы один гамбургер в своём меню, а для трети из этих ресторанов он стал лидером в ассортименте блюд, впереди рёбрышек гриль или рыбы. 
На 2021 год по данным исследования YouGov гамбургер занимал второе место по популярности среди блюд в доставке, обходя французский такос и кебаб и уступая лишь пицце.

### Мексика
В Мексике гамбургеры (так называемые hamburguesas) подают с ветчиной и ломтиками американского сыра, обжаренными поверх мясной котлеты. Начинка включает в себя авокадо, кусочки халапеньо, измельчённый салат, лук и помидор. В булочке есть майонез, кетчуп и горчица. В некоторых заведениях подают с беконом, который можно жарить на гриле вместе с мясной котлетой.

### Япония

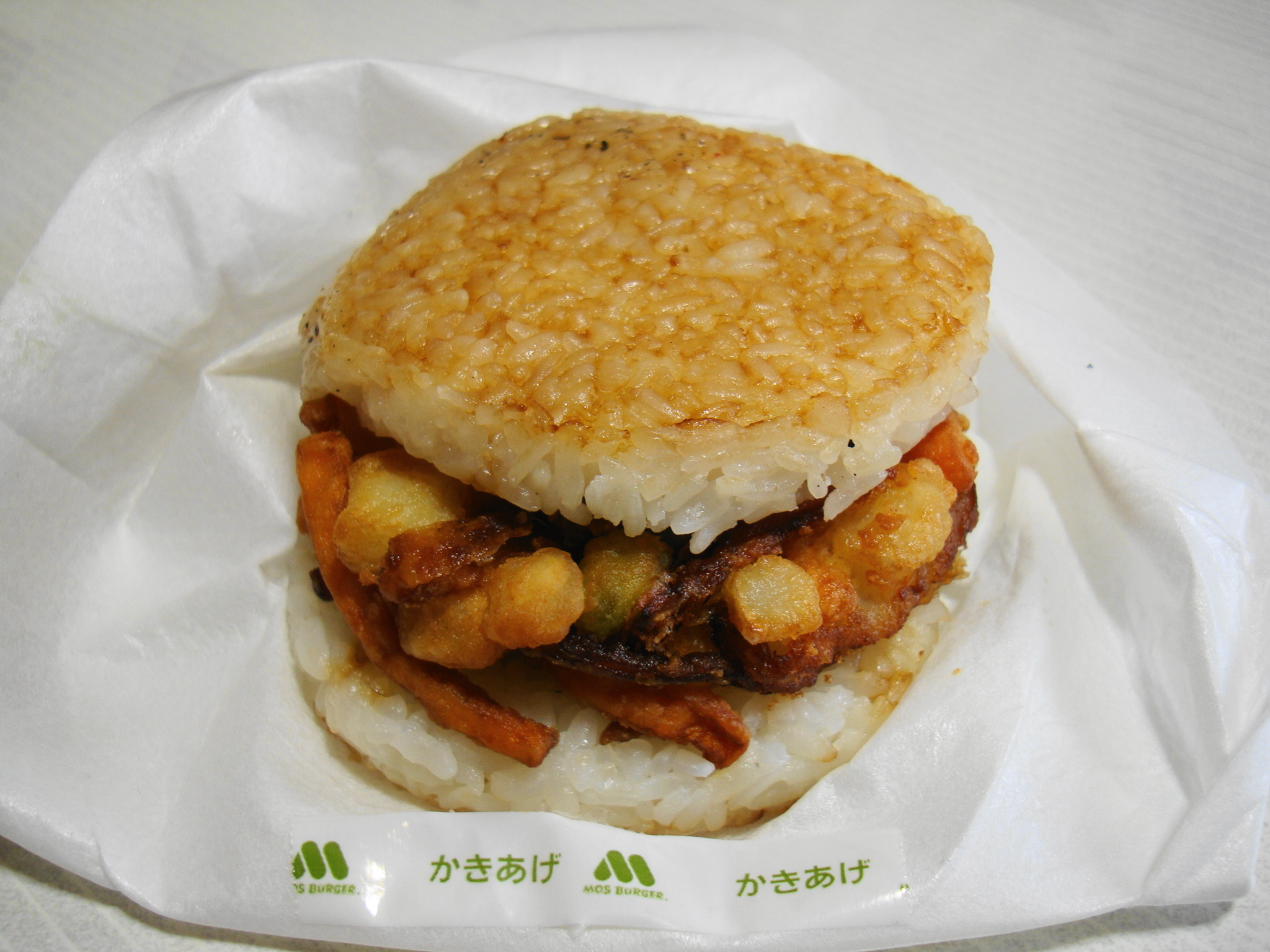
Рисовый бургер из MOS Burger

В Японии есть отечественные сетевые рестораны гамбургеров, такие как MOS Burger, First Kitchen и Freshness Burger. Местные разновидности гамбургеров, которые подают в Японии, включают бургеры тэрияки, кацу-бургеры (содержащие тонкацу) и бургеры с креветками короккэ. Некоторые из более необычных примеров включают рисовый бургер, где булочка сделана из риса.

### СССР

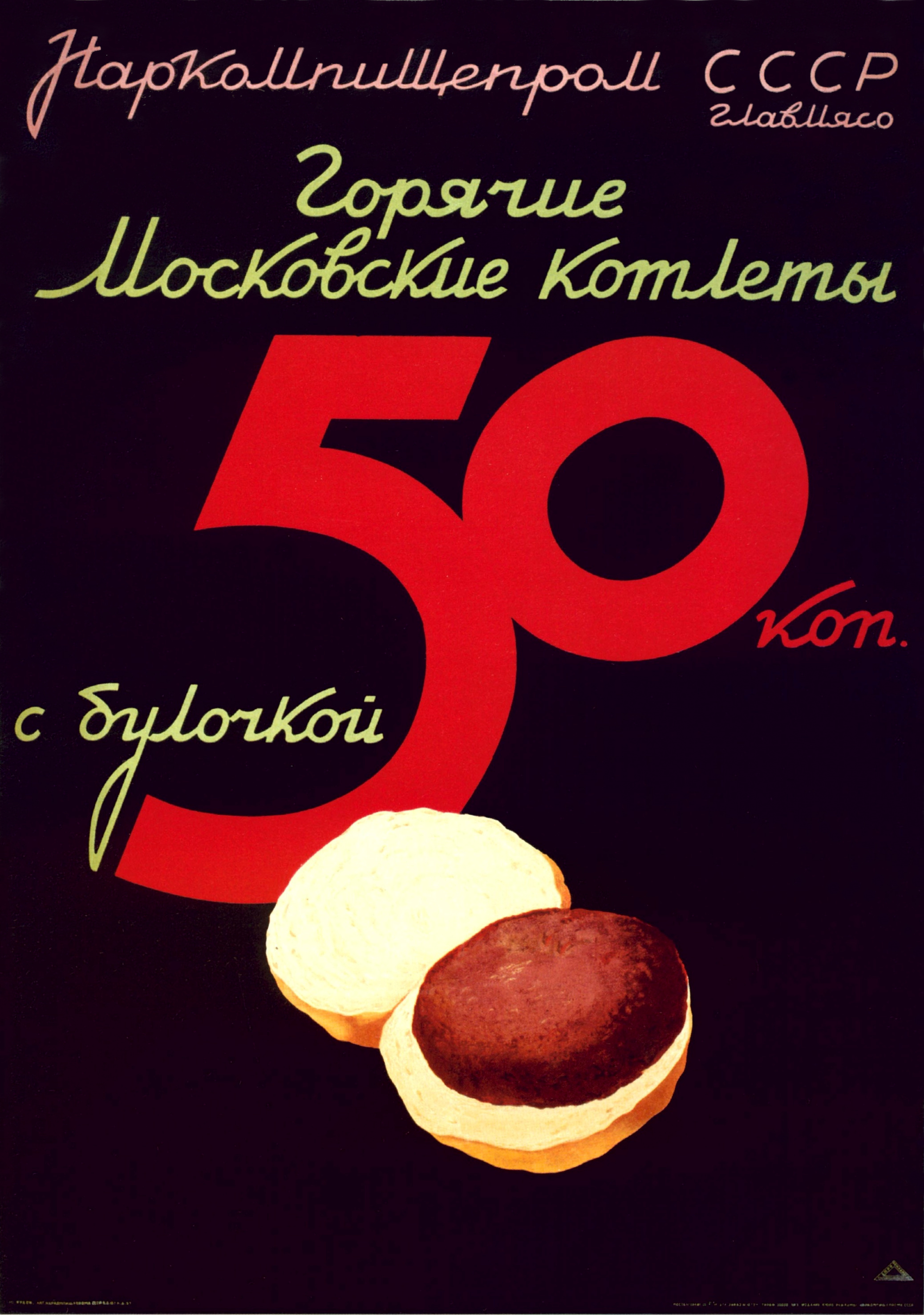
Советский рекламный плакат, 1937

Предпринимались попытки внедрить гамбургеры в СССР, однако они были свёрнуты. В 1936 году Анастас Микоян в составе советской делегации находился два месяца в США с целью ознакомления с американским опытом и закупки промышленных технологий. Одно из наибольших впечатлений на них произвело производство гамбургеров. По инициативе Микояна было закуплено 25 автоматизированных машин по производству котлет, производительностью 2 000 000 штук в день, а также уличные жаровни. Советские аналоги гамбургеров производились некоторое время в крупных городах страны. Однако по ряду причин, прежде всего связанных с Великой Отечественной войной, наладить долговременное производство сэндвичей не удалось, от разрезной булки отказались и массово стали выпускаться только котлеты, получившие в народе название микояновские. Массовое появление гамбургеров в стране состоялось в 1990 году после открытия сети McDonald’s.

## Необычные гамбургеры
- В мае 2012 года ресторан Serendipity 3 был признан рекордсменом Книги рекордов Гиннеса за подачу самого дорогого гамбургера в мире — Le Burger Extravagant за 295 долларов[23].
- Самый большой в мире гамбургер стоит 499 долларов, весит 84,3 кг и находится в меню в Mallie’s Sports Grill & Bar в Саутгейте, штат Мичиган. Он называется «Абсолютно смехотворный бургер», на приготовление которого уходит около 12 часов. Бургер был приготовлен 30 мая 2009 года[24].
- 3 сентября 2010 года кулинары из сербского города Лесковац приготовили самый большой в мире гамбургер, использовав 51 килограмм фарша для приготовления гигантской котлеты диаметром 1,63 метра и толщиной 2,5 сантиметра. Одна из местных пекарен испекла для сэндвича булку весом около 29 килограммов[25].